# Morti nel 1286
| Questa pagina contiene informazioni ricavate automaticamente dalle voci biografiche con l'ausilio del template Bio e di un bot. L'aggiornamento è periodico e automatico e ricostruisce completamente la pagina. Se manca una persona in questa lista, sei pregato di non aggiungerla, ma accertati piuttosto che la sua voce biografica contenga il template Bio e che i dati anagrafici siano correttamente compilati. Se il template Bio manca, inseriscilo tu stesso o, in alternativa, metti l'avviso {{tmp\|Bio}} che ne segnala la mancanza. Se i dati riportati sono sbagliati, correggi direttamente la voce biografica; le modifiche saranno visibili in questa lista entro pochi giorni. Per chiarimenti vedi il progetto biografie. La lista contiene solo le 25 persone che sono citate nell'enciclopedia e per le quali è stato implementato correttamente il template Bio. Pagina aggiornata al 10 ago 2025. |

- 5 gennaio - Zhenjin, principe mongolo (n. 1243)
- 4 febbraio - Anna Comnena Ducaina, principessa bizantina
- 17 febbraio - Luca Belludi, religioso e beato italiano (n. 1200)
- 19 marzo - Alessandro III di Scozia, re (n. 1241)
- 20 marzo - Ambrogio Sansedoni, religioso italiano (n. 1220)
- 20 marzo - Abu Yusuf Ya'qub ibn 'Abd al-Haqq, sultano marocchino
- 25 maggio - Bernardo I di Jauer-Löwenberg, nobile
- 30 luglio - Barebreo, teologo, storico e vescovo cristiano orientale siro (n. 1226)
- 16 agosto - Jacopo da Castelbuono, vescovo cattolico italiano
- 8 ottobre - Giovanni I di Bretagna, francese (n. 1217)
- 1º novembre - Anchero di Troyes, cardinale francese
- 22 novembre - Eric V di Danimarca, re danese (n. 1249)
- Orso degli Alberti, italiano
- Arlotto da Prato, francescano e teologo italiano
- Bernardo I di Werle, principe (n. 1245)
- Corrado dei Bonacolsi, nobile italiano
- Bruno da Longobucco, medico e chirurgo italiano
- Maurice FitzGerald, III signore di Offaly, nobile irlandese (n. 1238)
- Pantaleone Giustinian, patriarca cattolico italiano
- Gruffydd ap Gwenwynwyn, principe gallese
- Saru Batu Savci Bey, nobile ottomano (n. 1249)
- Guidaloste Vergiolesi, vescovo cattolico italiano
- Sofia di Danimarca, regina danese (n. 1241)
- Ibn Sa'id al-Maghribi, geografo, storico e poeta arabo (n. 1213)
- Ibn al-Quff, medico arabo (n. 1233)